# Cultura della ceramica nera e rossa
La cultura della ceramica nera e rossa fu una cultura della prima età del ferro della parte settentrionale del subcontinente indiano. Viene datata fra il 1200 e il 900 a.C. circa e viene associata con il periodo post-Rig vedico della civiltà vedica.

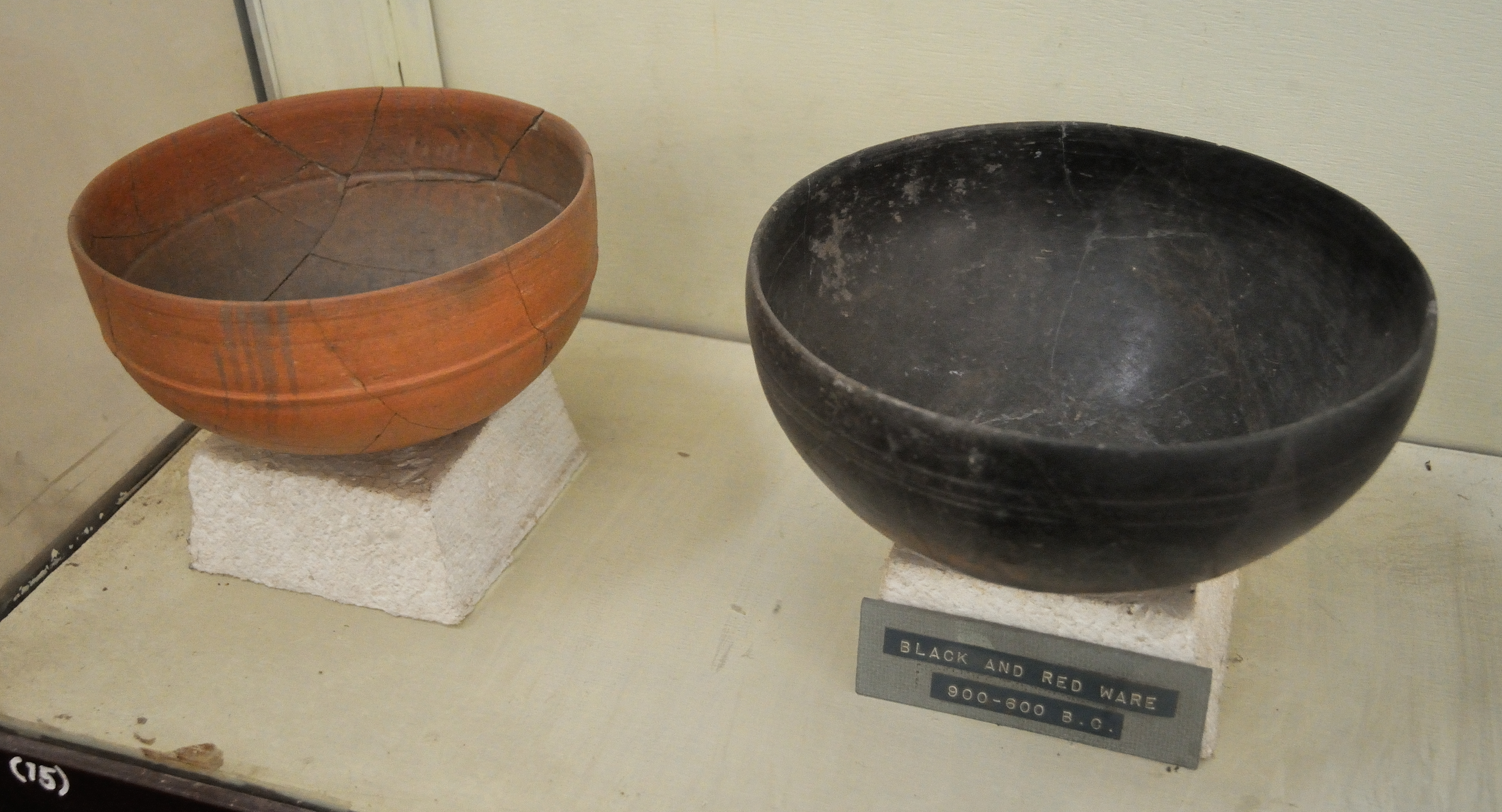
Ceramiche rosse e nere, da Sonkh, Uttar Pradesh

In alcuni siti la ceramica di questa cultura è associata con la ceramica tardo-harappana e secondo alcuni studiosi potrebbe aver influenzato direttamente la cultura della ceramica grigia dipinta e la cultura della ceramica nera lucidata settentrionale Questa ceramica è sconosciuta ad ovest della valle dell'Indo.
L'uso del ferro , benché saltuario , è relativamente precoce essendo posteriore all'età dell ferro dell'Anatolia di solo tre secoli e antecedente all'età del ferro dell'Europa centrale di due o trecento anni.